# Maison de retraite Ferrari
La maison de retraite Ferrari située à Clamart (département des Hauts-de-Seine, France), a été fondée en 1878 par la duchesse de Galliera, Maria Brignole Sale De Ferrari. Le bâtiment, construit par l'architecte Léon Ginain, d'une surface habitable de 11 000 m2, est enchâssé dans un parc de deux hectares et peut abriter plus de cent-cinquante personnes. Depuis 2009, cette institution est sous la direction de la branche française de l'ordre souverain de Malte. Le bâtiment a été ajouté à la liste des monuments architecturaux français (base Mérimée) en tant que monument historique en 1983, 2003 et 2019.

## Description

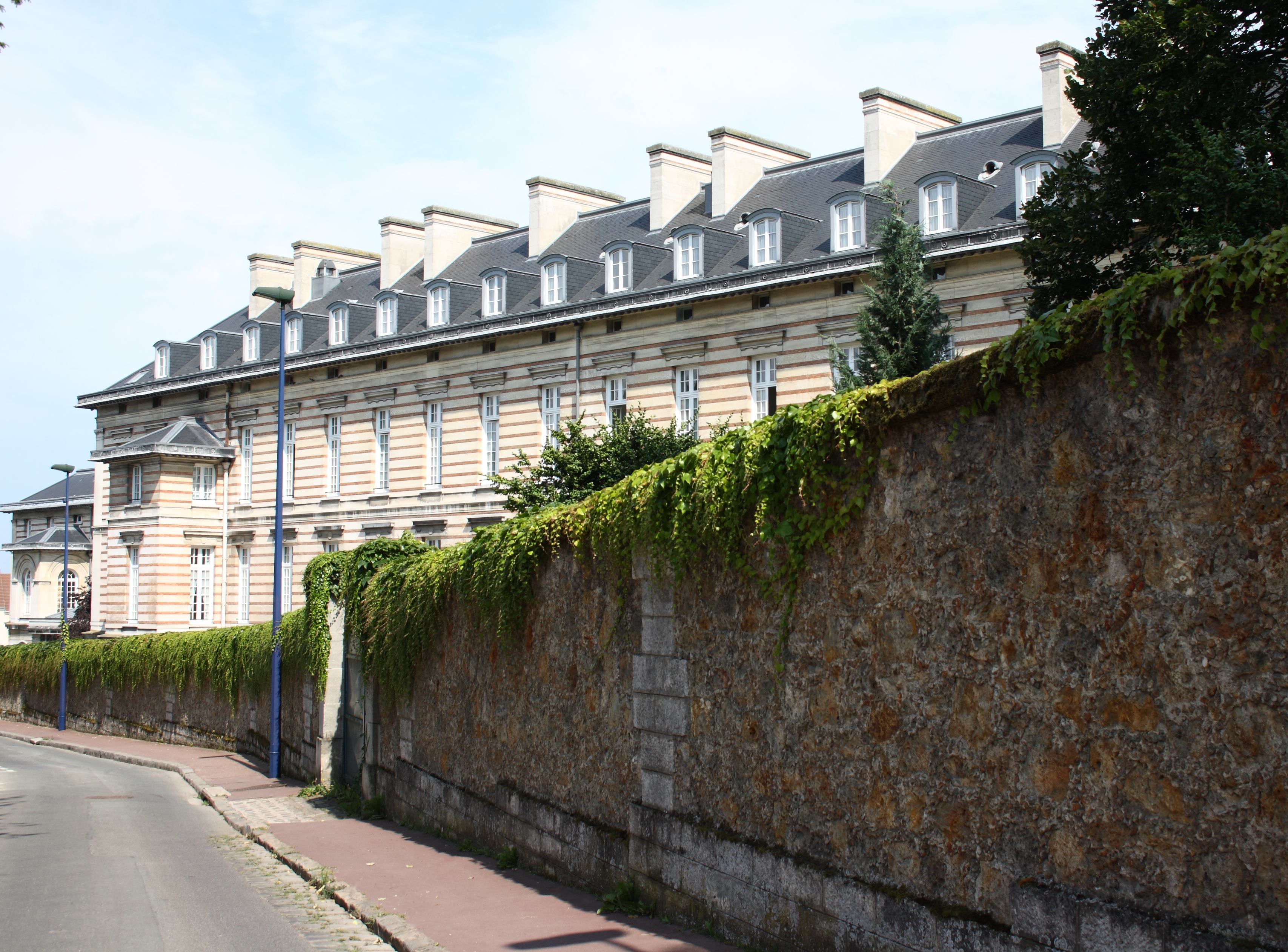
Maison de retraite Ferrari à Clamart.

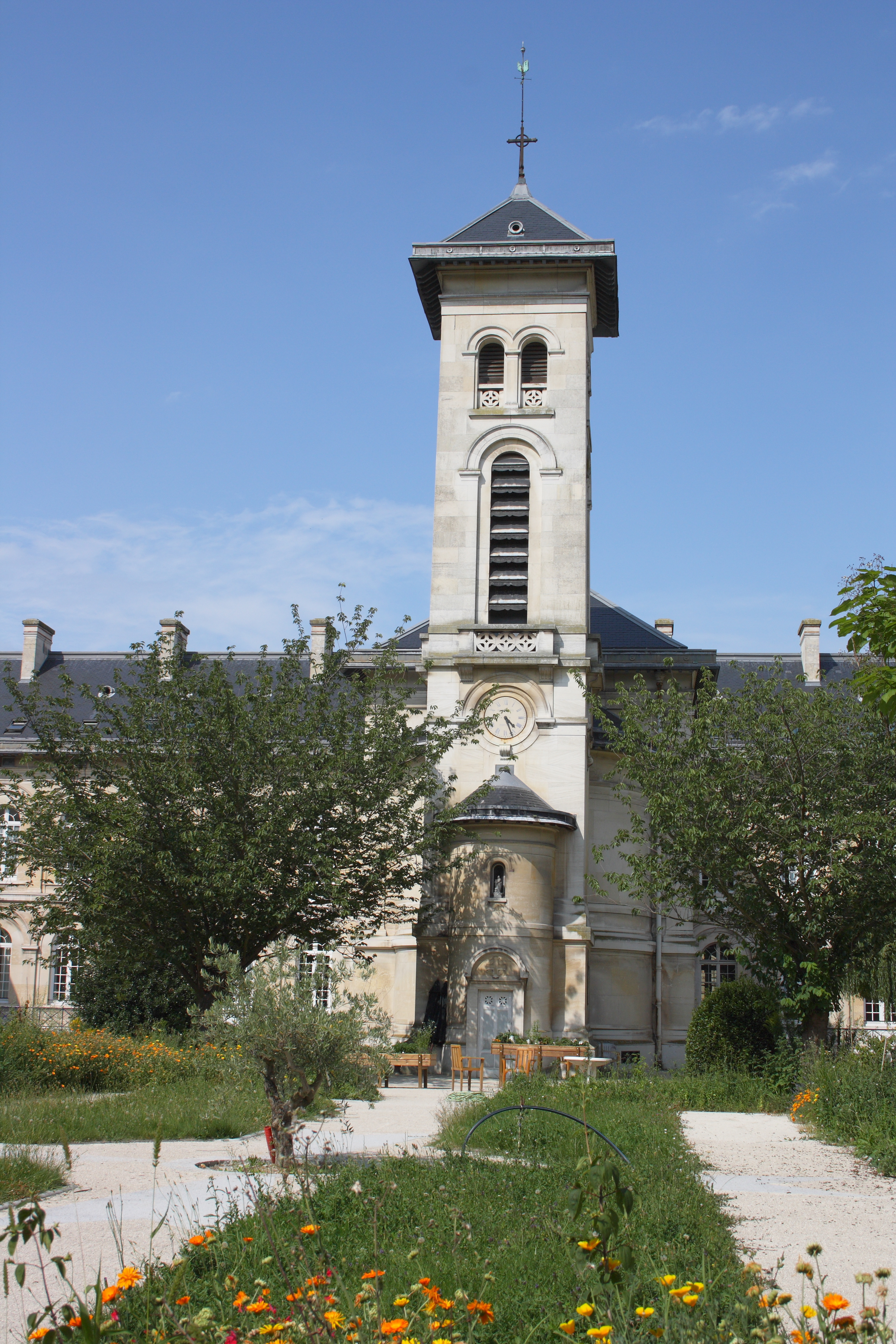
Le clocher de la chapelle.

Le bâtiment a trois grandes ailes en fer à cheval et qui entourent le parc. Trois autres bâtiments encadrent une cour carrée avec le corps de logis principal.
Au milieu du corps de logis se trouve la chapelle à nef unique divisée en trois travées. Six hautes fenêtres cintrées illuminent l'intérieur, qui se termine par une abside semi-circulaire. Elle est suivie d'un clocher élancé, à travers lequel un passage mène au jardin.
Une médiathèque est désormais installée dans l'ancienne laverie.